# Нижньоташлинська сільська рада
Нижньоташли́нська сільська рада (рос. Нижнеташлинский сельский совет) — муніципальне утворення у складі Шаранського району Башкортостану, Росія. Адміністративний центр — село Нижні Ташли.

## Населення
Населення — 663 особи (2019, 810 у 2010, 1039 у 2002).

## Склад
До складу поселення входять такі населені пункти:
| Населений пункт                  | Населення, осіб (2002) | Населення, осіб (2010) |
| -------------------------------- | ---------------------- | ---------------------- |
| Верхні Ташли, село               | 278                    | 248                    |
| Нижні Ташли, село                | 554                    | 443                    |
| Новоюзеєво, село                 | 131                    | 119                    |
| Присюнського Лісничества, селище | 76                     | -                      |